# Фонтан Пчёл
Фонтан Пчёл (итал. Fontana delle Api) — фонтан в Риме, созданный Джованни Лоренцо Бернини. Находится на Пьяцца Барберини, у начала улицы Виа Витторио-Венето.
Скульптора фонтана завершена Бернини в апреле 1644 по заказу папы Урбана VIII. Творение дополняло фонтан Тритона и должно было служить для поения лошадей. Фонтан изображает открытую раковину с тремя пчёлами, которые спускаются к воде. Три пчелы являются символом семейства Барберини.
Надпись на корпусе говорит: «VRBANVS VIII PONTIFEX MAXIMVS FONTI AD PVBLICVM VRBIS ORNAMENTVM EXSTRVCTO SINGVLORVM VSIBVS SEORSIM COMMODITATE HAC CONSVLVIT ANNO MDCXLIV PONT XXI»[уточнить].